# Гельмонт, Ян Баптиста ван
Ян Баптиста ван Гельмонт (также именуемый: Ян Баптист ван Гельмонт, Жан Батист ван Гельмонт, Жан Баптист ван Гельмонт; нидерл. Jan Baptista van Helmont; 12 января 1580 года, Брюссель — 30 декабря 1644 года, Вилворде, Южные Нидерланды) — фламандский химик, физиолог, врач и мистик. Наряду с Парацельсом и Сильвиусом, является виднейшим представителем «ятрохимиков».

## Биография
Был младшим ребёнком в южнонидерландской семье прокурора и члена Совета Брюсселя Кристиана ван Гельмонта и Марии (ван) Стассарт, обвенчавшихся 28 января 1567 года в брюссельском Соборе Святых Михаила и Гудулы. Кроме него, в семье два сына и две дочери.
Получил образование в университете Лёвена, но никак не мог определиться, какой наукой заниматься, пока не остановился на медицине. Потом прервал учёбу и отправился путешествовать по Швейцарии, Италии, Франции и Англии. Возвратившись из путешествия, некоторое время жил в Антверпене, в том числе, во время эпидемии чумы 1605 года.
В 1609 году получил докторскую степень по медицине. В тот же год женился на Маргарет ван Ранст из богатой «благородной» семьи, супруги поселились в Вилворде, около Брюсселя, где учёный провёл всю оставшуюся жизнь, сосредоточившись на исследованиях. В браке родилось шесть или семь детей, один из сыновей — Франциск Меркурий (англ. Franciscus Mercurius van Helmont; 1614—1699) — также отыскивал философский камень, преуспел в деле обучения глухонемых и в физиологии языка.

## Исследования

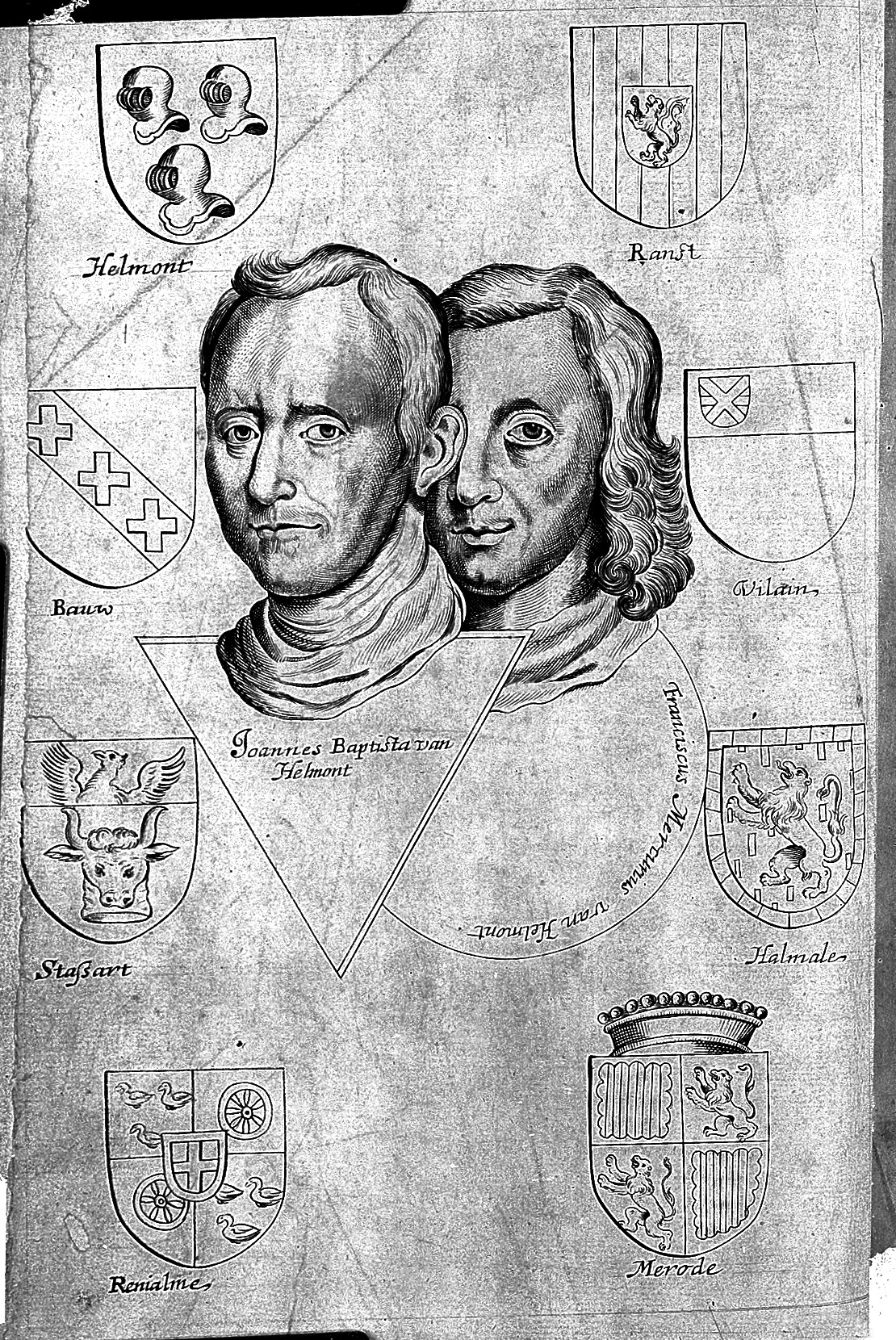
Ян Баптиста ван Гельмонт и его сын Франциск Меркурий. Из книги «Ortus Medicinae» (1648)

Поселившись в Вилворде, занялся химией и изучением каббалистических и мистических сочинений. В химии сделал много открытий, ввёл в химическую терминологию термин газ (вульгарное прочтение от греческого хаос); химическим же путём стремился найти средство от всех болезней; рассматривал химические процессы в качестве начала и ключа к пониманию всех явлений природы. Опровергая Аристотеля, Галена и современную медицинскую науку, создал собственную теорию для объяснения явлений в живом организме. Он допускал в человеке два невещественных начала: 1) Archeus — жизненное начало, проникающее все тело, управляющее питанием, перевариванием пищи и противящееся болезням; 2) Duumvirat — начало разумное, или собственно душа, имеющее место не в мозгу, но в желудке и печени. Называл себя Medicus per ignem, указывая на источник, из которого желал почерпнуть своё универсальное лекарство.
Известен опыт ван Гельмонта, когда взяв 200 фунтов сухой земли и ивовую ветвь весом 5 фунтов, выращивал её, поливая только дождевой водой, вес ивы через 5 лет составлял 164 фунта, а вес земли уменьшился всего на 2 унции, в итоге учёный сделал ошибочный вывод, что материал, из которого образовалось дерево, произошёл из воды, использованной для полива.

## Изучение пищеварения

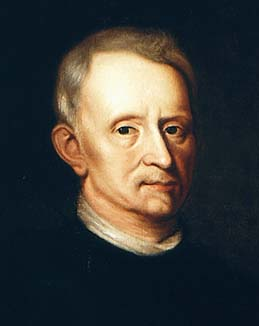
Ранее считалось, что это портрет Роберта Гука, но сейчас исследователи полагают, что это ван Гельмонт

Уделял много внимания вопросам пищеварения. В своей Ortus Medicinae спорит с современными для него воззрениями, согласно которым, пищеварение происходит за счёт тепла организма, задаваясь вопросом: каким образом тогда происходит пищеварение у холоднокровных животных? Его собственное мнение заключалось в том, что пищеварение — это идущие внутри тела, например, внутри желудка, химические реакции, важнейшую роль в которых играет химический реагент, названный им «ферментом» (от лат. fermentum «брожение»). Таким образом, ван Гельмонт подошёл близко к современному пониманию роли ферментов при пищеварении. Ван Гельмонтом также предложены и описаны шесть различных стадий пищеварения.

## Ван Гельмонт или Гук?
Длительное время считалось, что портрет, опубликованный 3 июля 1939 года в журнале «Тайм», является портретом английского естествоиспытателя Роберта Гука, Лиза Джардин даже поместила его на обложку своей книги о Гуке. Однако позже исследователи пришли к заключению, что на портрете изображён ван Гельмонт.

## Из сочинений ван Гельмонта
- «Ortus Medicinae», 1648 (Origin of Medicine)